# Wietrzny Lodowiec

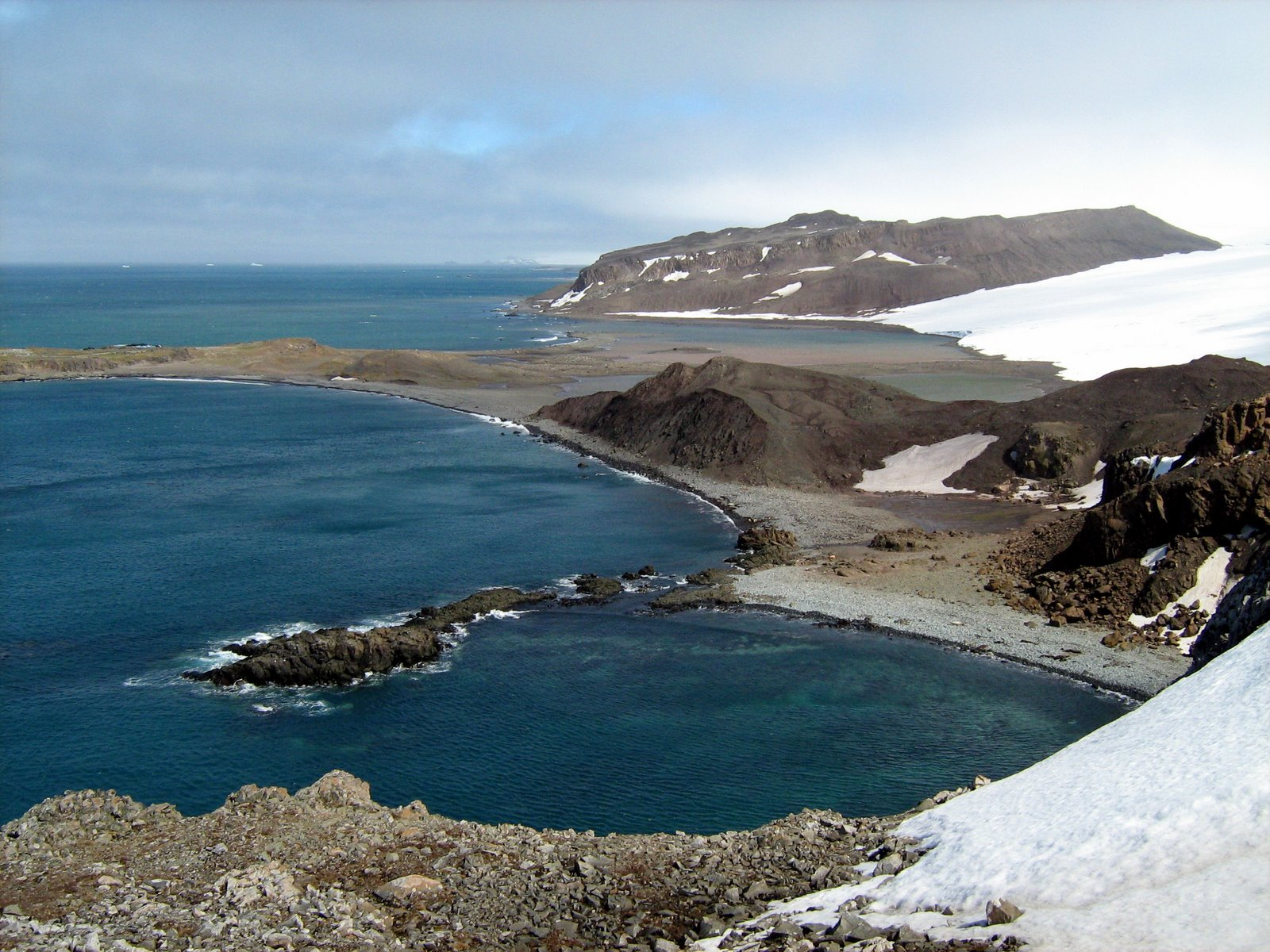
Czoło Wietrznego Lodowca

Wietrzny Lodowiec (ang. Windy Glacier) – lodowiec na południowym wybrzeżu Wyspy Króla Jerzego, między szczytami Głowa Cukru  i Baszta a Czerwonym Wzgórzem. Na południowym wschodzie opada ku półwyspowi Patelnia. Łączy się na północy z lodowcem Kopuła Warszawy a na zachodzie z Lodowcem Klubu Polarnego. Leży częściowo na terenie  Szczególnie Chronionego Obszaru Antarktyki „Zachodni brzeg Zatoki Admiralicji” (ASPA 128). Nazwę nadała w 1980 roku polska ekspedycja naukowa.